# Râul Nucet, Chiojdeanca
Râul Nucet este un curs de apă afluent al râului Chiojdeanca. 

## Hărți
- Harta Județului Prahova